# Alexandra Muñoz
Alexandra Miryec Muñoz Lurita (Lima, 16 de agosto de 1992) es una voleibolista peruana que juega como Armadora y que forma parte de la Selección femenina de voleibol del Perú. Ha representado a su país en los Juegos Olímpicos de la Juventud 2010, donde ayudó a su equipo a ganar la medalla de bronce. En la actualidad es la armadora titular del equipo peruano. Su equipo actual es Universidad San Martín de la Liga Peruana de Vóley Femenino

## Carrera

### 2009
Alexandra hizo su debut en el Campeonato Mundial de Voleibol Femenino Sub-18 de 2009, su equipo terminó sexto, el mejor resultado para cualquier equipo peruano desde 1993. Alexandra junto con la mayoría de sus compañeras de equipo saltó a la fama después del torneo.

### 2010: Bronce Olímpico Juvenil
Alexandra firmó contrato con su actual club Divino Maestro para la temporada 2010-11 de la Liga Nacional Superior de Voleibol del Perú.
Más tarde ese mismo año participó en el Campeonato Sudamericano de Voleibol Femenino Sub-20 de 2010 ganando la medalla de plata. Pero su mayor logro vino después cuando su equipo ganó la medalla de bronce en los Juegos Olímpicos Juveniles 2010.

### 2011: Oro Copa Panamericana
Alexandra ayudó a su club, Divino Mestro, a ganar la temporada 2010-11 de la liga de voleibol del Perú.
Alexandra jugó con su equipo juvenil en la Copa Panamericana de Voleibol Femenino Sub-20 de 2011, celebrada en su país, Perú. Su equipo ganó la medalla de oro y Alexandra fue nombrada "Mejor Armadora" del torneo, como también ganó el premio "Mejor Servidor ".
También participó con su equipo en el 2011 el Campeonato Mundial de Voleibol Femenino Sub-20 de 2011 que se celebró en Perú, su equipo terminó en 6 º lugar.
Justo después del Campeonato Mundial Juvenil, Alexandra se unió al equipo principal de Perú para el Grand Prix Mundial 2011.
Alejandra representó a su país en los Juegos Panamericanos del 2011, a partir de ese torneo, Alexandra es la armadora del equipo.

## Clubes
| Club                      | País | Año       |
| ------------------------- | ---- | --------- |
| Divino Maestro            | Perú | 2010-2013 |
| Universidad César Vallejo | Perú | 2013-2015 |
| Deportivo Géminis         | Perú | 2015-2018 |
| Universidad César Vallejo | Perú | 2018-2020 |
| Rebaza Acosta             | Perú | 2020      |
| Deportivo Géminis         | Perú | 2021-2022 |
| Regatas Lima              | Perú | 2022-2024 |
| Universidad San Martín    | Perú | 2024-?    |

## Resultados

### Premios Individuales
- "Mejor Armadora" de la Copa Panamericana de Voleibol Femenino Sub-20 de 2011
- "Mejor Servicio" de la Copa Panamericana de Voleibol Femenino Sub-20 de 2011
- "Mejor Armadora" de la Copa Panamericana de Voleibol Femenino de 2016

### Selección nacional

#### Categoría Mayores
- 2010:  "Tercera", Juegos Suramericanos ODESUR Medellín 2010
- 2011: 16º Lugar World Grand Prix China 2011
- 2011:  "Tercera", Sudamericano Perú 2011
- 2011: 6º Lugar Juegos Panamericanos México 2011
- 2012: 7º Lugar Copa Panamericana México 2012

#### Categoría Sub-23
- 2012: 4º Lugar Copa Panamericana Perú 2012

#### Categoría Sub-20
- 2008:  "Tercera", Sudamericano Juvenil Perú 2008
- 2010:  "Subcampeona", Sudamericano Juvenil Colombia 2010
- 2010:  "Tercera", Juegos Olímpicos de la Juventud Singapur 2010
- 2011:  "Campeona", Copa Panamericana Juvenil Perú 2011
- 2011: 6º Lugar Mundial Juvenil Perú 2011

#### Categoría Sub-18
- 2008:  "Subcampeona", Sudamericano Menores Perú 2008
- 2009: 6º Lugar Mundial Menores Tailandia 2009

### Clubes
- "Campeón", Liga Nacional Superior de Voleibol 2010-2011 con Divino Maestro